# Parcey
Parcey ist eine französische Gemeinde im Département Jura in der Region Bourgogne-Franche-Comté. Sie gehört zum Arrondissement Dole und zum Kanton Dole-2. Der Ort hat 1023 Einwohner (Stand 1. Januar 2022), sie werden Parcillons, resp.  Parcillonnes genannt.

## Geografie
Parcey liegt sieben Kilometer südlich von Dole an der Mündung der Loue in den Doubs. Zum Gemeindegebiet von Parcey gehört die westlich des Doubs gelegene Île du Girard. Sie bildet eine naturbelassene Aulandschaft, die als Naturschutzgebiet (Réserve naturelle) registriert ist. Die Nachbargemeinden sind Villette-lès-Dole im Norden, Dole und La Loye im Nordosten, Nevy-lès-Dole im Südosten, Rahon im Süden, Gevry im Südwesten sowie Crissey im Nordwesten.

## Bevölkerungsentwicklung
| Jahr                       | 1962 | 1968 | 1975 | 1982 | 1990 | 1999 | 2006 | 2018 |
| -------------------------- | ---- | ---- | ---- | ---- | ---- | ---- | ---- | ---- |
| Einwohner                  | 663  | 676  | 659  | 735  | 818  | 838  | 937  | 986  |
| Quellen: Cassini und INSEE |      |      |      |      |      |      |      |      |